# Селвапијана (Алесандрија)
Селвапијана је насеље у Италији у округу Алесандрија, региону Пијемонт.
Према процени из 2011. у насељу је живело 44 становника. Насеље се налази на надморској висини од 767 м.